# Musée vivant des vieux métiers
Le musée vivant des vieux métiers est un musée situé à Argol, sur la presqu'île de Crozon (Finistère).

## Description
Installé dans une ancienne ferme, au cœur du village d'Argol (Finistère), le musée vivant des vieux métiers dispose d'une riche collection d'objets, témoins du mode de vie ancien des hommes et des femmes de la région. Il propose aux visiteurs de découvrir un patrimoine constitué par le matériel et l'outillage utilisé autrefois dans la presqu'île de Crozon.
Il s'agit d'un musée vivant animé par une équipe constituée d'une cinquantaine de bénévoles. Chaque jour, une quinzaine de bénévoles présentent les métiers et activités d’autrefois à travers des démonstrations. Les visiteurs peuvent également participer à des ateliers pratiques (cuisson du pain à l’ancienne, fabrication de beurre).
Le musée propose de nombreuses animations, à la fois en intérieur et en extérieur :
- Des ateliers permanents (sabotier, vannier, potier, tisserand, fileuse de lin et de laine, cordier, tourneur sur bois, tailleur de pierre, forgeron, métiers de la mer, etc.)
- Des animations hebdomadaires (herboristerie, fabrication du beurre, poterie, apiculture, cuisson du pain au feu de bois, etc.)
- Des animations spéciales (fête du pain et du beurre, fête du tissage, fête de la broderie et du repassage, fêtes d’Automne, etc.)
- Des évènements ponctuels (tonte des moutons, équarrissage du bois à la hache, cerclage de roues, initiation à la danse bretonne, etc.)

## Histoire
Le musée vivant des vieux métiers d'Argol trouve ses origines dans l'organisation d'une fête de la moisson organisée à Crozon en 1978. Au vu du succès, l'animation est reconduite l'année suivante et étoffée de démonstrations sur les métiers d'autrefois.
Créée en 1985, l'association du musée, dont l’objectif est la protection et la transmission des savoir-faire d’autrefois, s'installe dans un hangar dans le bourg d'Argol. Le musée ouvre au public au printemps 1986.
En 2000, il déménage et s'établit sur le site d'une ancienne ferme. Il intègre à cette occasion les équipements du parc naturel régional d’Armorique.
En 2023, le musée accueille 21 500 visiteurs.

## Galerie

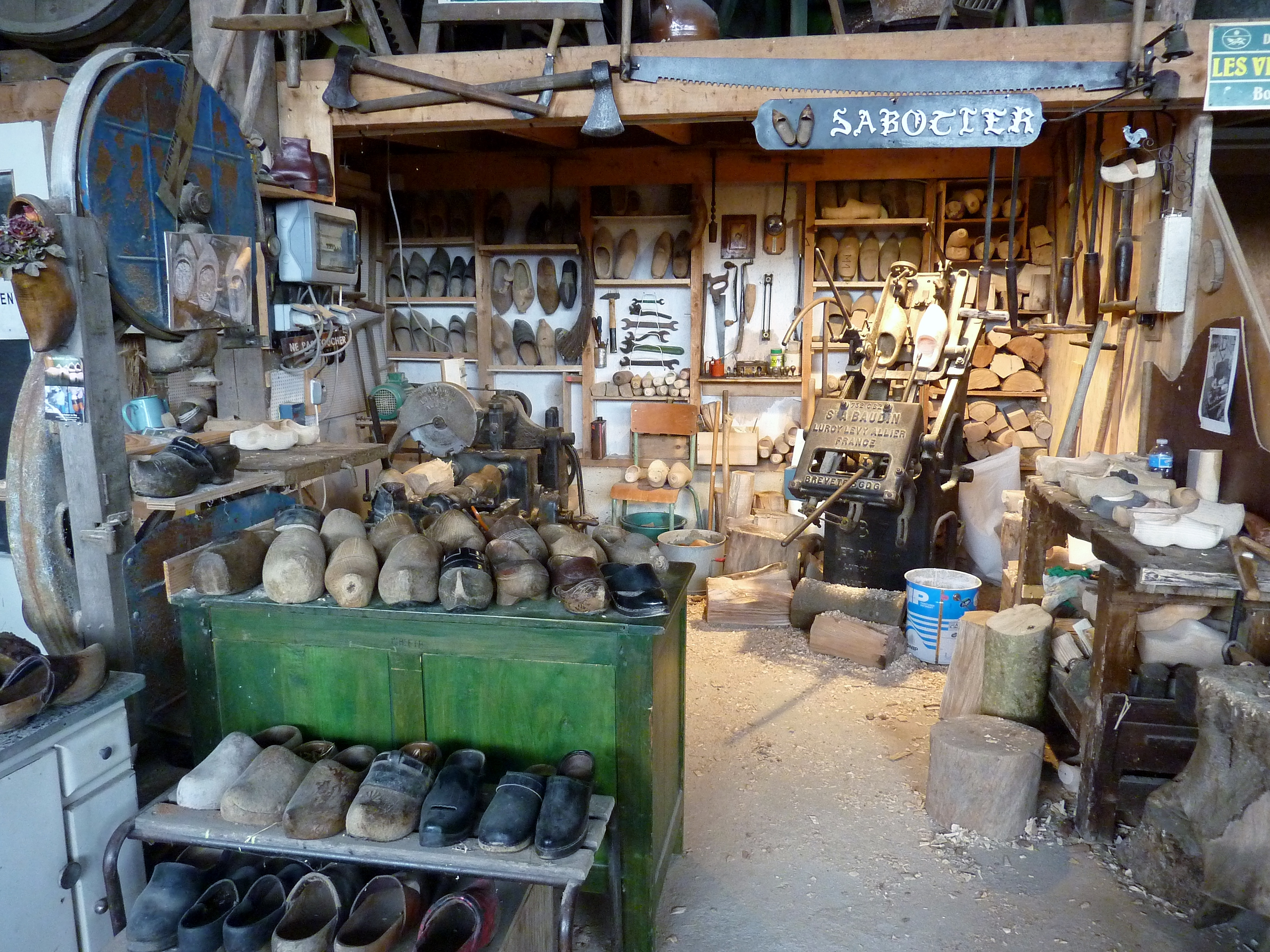
Atelier de sabotier
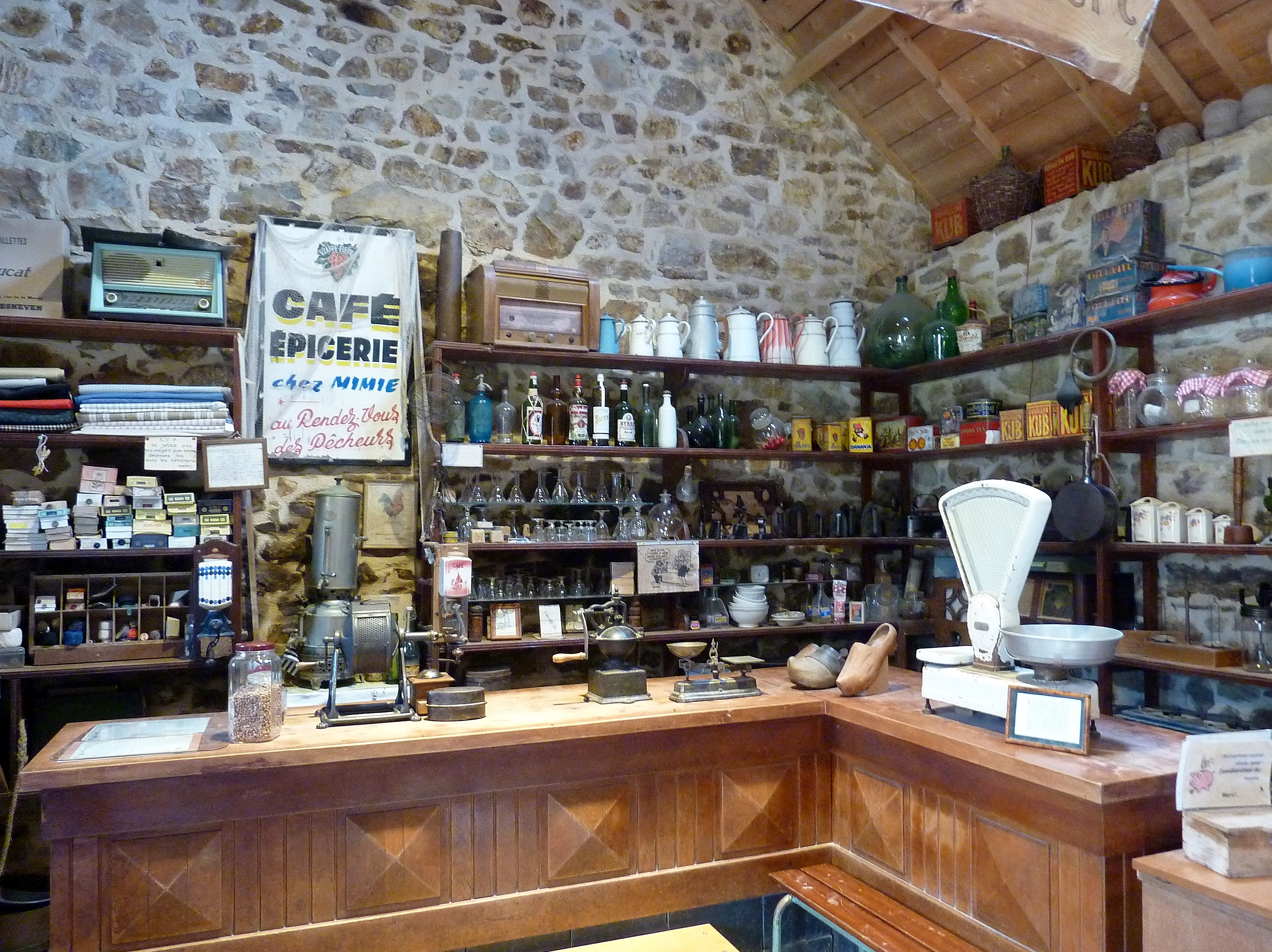
Épicerie
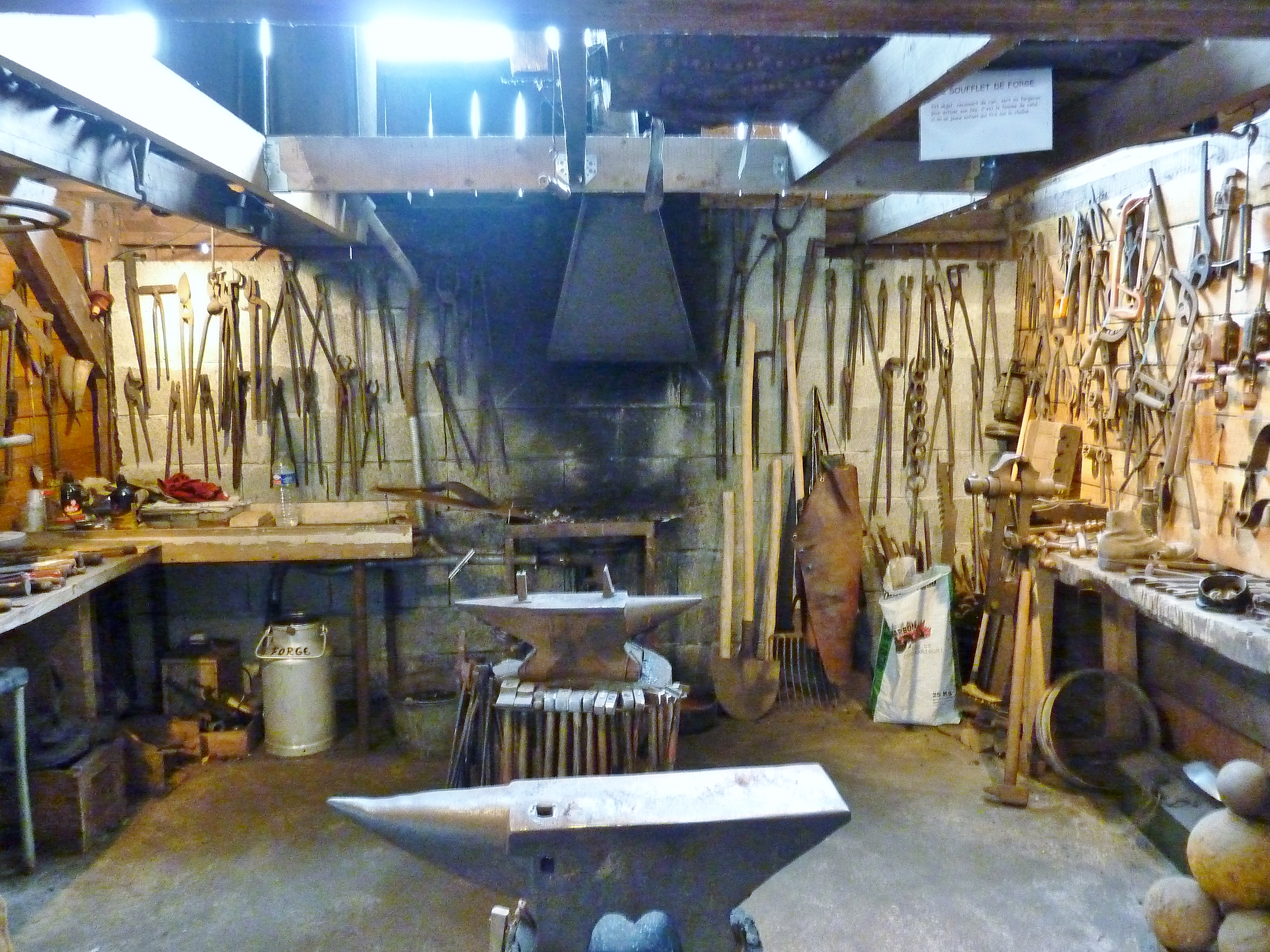
Atelier du forgeron